# Liste des unités de chasseurs à pied de l'Armée française
Le chasseur à pied est un fantassin de l'armée française, dont la naissance sous sa forme moderne remonte à 1838 avec la création d'un premier bataillon de chasseurs d'Orléans.
Le nombre des unités de ce type augmente rapidement et atteint la valeur de 10 bataillons en 1840, 20 en 1853 et atteint la valeur de 31 bataillons en 1913 toutes spécialités confondues.

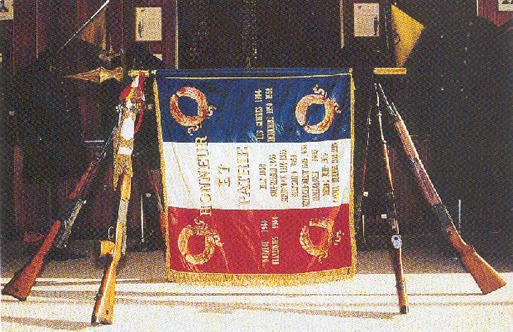
Le drapeau commun des chasseurs, mais pas des chasseurs forestiers

Entretemps, les chasseurs d'Orléans sont devenus des chasseurs à pied. Une nouvelle spécialité, le chasseur alpin, est apparue en 1888 par la transformation de 12 bataillons de chasseurs à pied (BCP) en bataillon alpins de chasseurs à pied (BACP). En 1916, l'appellation sera simplifiée et les unités deviendront des bataillons de chasseurs alpins (BCA).
En 1875, un décret fixe l'enrôlement des forestiers de l'Administration des Eaux et Forêts en bataillons (métropole) et escadrons montés (Afrique du Nord) de chasseurs forestiers pour servir de guides et d'éclaireurs à l'infanterie.
Lors de la mobilisation de 1914, les différents bataillons de chasseurs formèrent un ou deux bataillons de réservistes chacun, dont les numéros sont ceux des bataillons d'active augmenté de 40, pour le premier bataillon de réservistes, et de 80, pour le second. Ainsi, le 1er BCP, donna naissance au 41e et 81e BCP[réf. nécessaire].
D'autres spécialités de chasseurs apparaîtront plus tard et se développeront au fil des conflits du XXe siècle :
- chasseurs forestiers entre 1875 et 1924 en tant que troupe d'élite pour servir d'éclaireurs à l'infanterie puis de pourvoyeur en bois aux armées,
- chasseurs cyclistes en 1903,
- chasseurs portés en 1937 (infanterie d'accompagnement des chars),
- chasseurs pyrénéens en 1939,
- chasseurs mécanisés vers 1968 (par changement de nom des unités portées).

## Chasseurs à pied

### Bataillons d'active
| - 1er bataillon de chasseurs à pied - 2e bataillon de chasseurs à pied - 3e bataillon de chasseurs à pied - 4e bataillon de chasseurs à pied - 5e bataillon de chasseurs à pied - 6e bataillon de chasseurs à pied - 7e bataillon de chasseurs à pied - 8e bataillon de chasseurs à pied - 9e bataillon de chasseurs à pied - 10e bataillon de chasseurs à pied - 11e bataillon de chasseurs à pied - 12e bataillon de chasseurs à pied - 13e bataillon de chasseurs à pied - 14e bataillon de chasseurs à pied - 15e bataillon de chasseurs à pied - 16e bataillon de chasseurs à pied | - 17e bataillon de chasseurs à pied - 18e bataillon de chasseurs à pied - 19e bataillon de chasseurs à pied - 20e bataillon de chasseurs à pied - 21e bataillon de chasseurs à pied - 22e bataillon de chasseurs à pied - 23e bataillon de chasseurs à pied - 24e bataillon de chasseurs à pied - 25e bataillon de chasseurs à pied - 26e bataillon de chasseurs à pied - 27e bataillon de chasseurs à pied - 28e bataillon de chasseurs à pied - 29e bataillon de chasseurs à pied - 30e bataillon de chasseurs à pied - 31e bataillon de chasseurs à pied |

### Bataillons de réserve
| - 41e bataillon de chasseurs à pied - 42e bataillon de chasseurs à pied - 43e bataillon de chasseurs à pied - 44e bataillon de chasseurs à pied - 45e bataillon de chasseurs à pied - 48e bataillon de chasseurs à pied - 49e bataillon de chasseurs à pied - 50e bataillon de chasseurs à pied - 52e bataillon de chasseurs à pied - 55e bataillon de chasseurs à pied - 56e bataillon de chasseurs à pied - 57e bataillon de chasseurs à pied - 58e bataillon de chasseurs à pied - 59e bataillon de chasseurs à pied | - 60e bataillon de chasseurs à pied - 61e bataillon de chasseurs à pied - 65e bataillon de chasseurs à pied - 66e bataillon de chasseurs à pied - 69e bataillon de chasseurs à pied - 70e bataillon de chasseurs à pied - 71e bataillon de chasseurs à pied - 81e bataillon de chasseurs à pied - 88e bataillon de chasseurs à pied - 90e bataillon de chasseurs à pied - 96e bataillon de chasseurs à pied - 109e bataillon de chasseurs à pied - 110e bataillon de chasseurs à pied |

### Bataillons de marche
| - 33e bataillon de marche de chasseurs - 40e bataillon de chasseurs à pied - 102e bataillon de chasseurs à pied - 106e bataillon de chasseurs à pied | - 107e bataillon de chasseurs à pied - 120e bataillon de chasseurs à pied - 121e bataillon de chasseurs à pied |

### Chasseurs parachutistes
| - 5e bataillon de chasseurs aéroporté - 10e bataillon parachutiste de chasseurs à pied |

### Groupes de chasseurs
Avec la mécanisation de l'infanterie apparait avant la guerre les bataillons portés. Ils donneront naissances aux groupes de chasseurs dont l'appellation évoluera au fil du temps en groupes de chasseurs portés en 1960, puis à partir de 1968 groupes de chasseurs mécanisés et enfin, à partir de 1975, groupe de chasseurs.
Sept groupes de chasseurs au total seront constitués :
| - 1er groupe de chasseurs - 2e groupe de chasseurs - 8e groupe de chasseurs | - 16e groupe de chasseurs - 19e groupe de chasseurs | - 24e groupe de chasseurs - 30e groupe de chasseurs |

## Chasseurs alpins

### Bataillons d'active
| - 6e bataillon de chasseurs alpins - 7e bataillon de chasseurs alpins - 9e bataillon de chasseurs alpins - 11e bataillon de chasseurs alpins - 12e bataillon de chasseurs alpins - 13e bataillon de chasseurs alpins - 14e bataillon de chasseurs alpins - 15e bataillon de chasseurs alpins | - 18e bataillon de chasseurs alpins - 20e bataillon de chasseurs alpins - 22e bataillon de chasseurs alpins - 23e bataillon de chasseurs alpins - 24e bataillon de chasseurs alpins - 25e bataillon de chasseurs alpins - 27e bataillon de chasseurs alpins - 28e bataillon de chasseurs alpins - 30e bataillon de chasseurs alpins |

### Bataillons de réserve
| - 32e bataillon de chasseurs alpins - 46e bataillon de chasseurs alpins - 47e bataillon de chasseurs alpins - 49e bataillon de chasseurs alpins - 51e bataillon de chasseurs alpins - 52e bataillon de chasseurs alpins - 53e bataillon de chasseurs alpins - 54e bataillon de chasseurs alpins - 55e bataillon de chasseurs alpins - 58e bataillon de chasseurs alpins - 60e bataillon de chasseurs alpins - 62e bataillon de chasseurs alpins - 63e bataillon de chasseurs alpins - 64e bataillon de chasseurs alpins - 65e bataillon de chasseurs alpins | - 67e bataillon de chasseurs alpins - 68e bataillon de chasseurs alpins - 70e bataillon de chasseurs alpins - 86e bataillon de chasseurs alpins - 87e bataillon de chasseurs alpins - 89e bataillon de chasseurs alpins - 91e bataillon de chasseurs alpins - 93e bataillon de chasseurs alpins - 95e bataillon de chasseurs alpins - 98e bataillon de chasseurs alpins - 100e bataillon de chasseurs alpins - 102e bataillon de chasseurs alpins - 104e bataillon de chasseurs alpins - 105e bataillon de chasseurs alpins - 107e bataillon de chasseurs alpins |

### Bataillons de marche
- 114e bataillon de chasseurs alpins
- 115e bataillon de chasseurs alpins
- 116e bataillon de chasseurs alpins

### Bataillons territoriaux

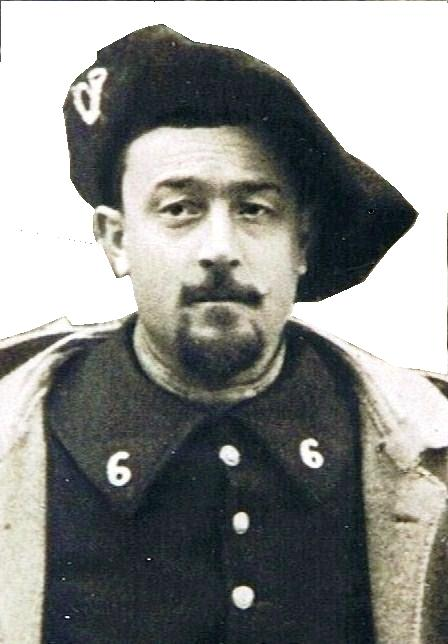
César Ernest Payan, un officier du 6e BCA territorial en 1914.

| - 1er bataillon territorial de chasseurs alpins - 2e bataillon territorial de chasseurs alpins - 3e bataillon territorial de chasseurs alpins | - 4e bataillon territorial de chasseurs alpins - 5e bataillon territorial de chasseurs alpins - 6e bataillon territorial de chasseurs alpins |

## Autres spécialités de chasseurs

### Chasseurs cyclistes ou Groupe de Chasseurs Cyclistes "Autonome"
- 1er groupe de chasseurs cyclistes
- 2e groupe de chasseurs cyclistes
- 3e groupe de chasseurs cyclistes
- 4e groupe de chasseurs cyclistes
- 5e groupe de chasseurs cyclistes
- 6e groupe de chasseurs cyclistes
- 7e groupe de chasseurs cyclistes
- 8e groupe de chasseurs cyclistes
- 9e groupe de chasseurs cyclistes
- 10e groupe de chasseurs cyclistes

### Chasseurs forestiers
À l'entrée en guerre de la France en 1914, les chasseurs forestiers se répartissaient en 48 compagnies (dont 2 de forteresse), 36 sections (dont 18 de forteresse) et 15 détachements. 
En Algérie étaient organisés trois escadrons d’infanterie montée à raison d’un par conservation des Eaux et Forêts.

### Chasseurs des Pyrénées
| - 1er bataillon de chasseurs des Pyrénées - 2e bataillon de chasseurs des Pyrénées - 3e bataillon de chasseurs des Pyrénées - 4e bataillon de chasseurs des Pyrénées - 5e bataillon de chasseurs des Pyrénées | - 6e bataillon de chasseurs des Pyrénées - 7e bataillon de chasseurs des Pyrénées - 8e bataillon de chasseurs des Pyrénées - 9e bataillon de chasseurs des Pyrénées - 10e bataillon de chasseurs des Pyrénées |

### Forces françaises libres
En 1940, au retour de la campagne de Norvège, des hommes de différents bataillons de chasseurs alpins forment le bataillon de chasseurs de Camberley.

## Sources et bibliographie
- Yvick Herniou & Éric Labayle, Répertoire des corps de troupe de l'armée française pendant la grande guerre, Tome 2, Chasseurs à pied, alpins et cyclistes, Unités d'active de réserve et de territoriale, Éditions Claude Bonnaud, Château-Thierry, 2007, 446 p., broché 14x24   (ISBN 978-2-9519001-2-7)

- Revue historique de l'armée française, Numéro spécial N°2, Les Chasseurs à pied, Paris, 1966, 196 p.

- Arnaud de Vial, "les chasseurs et la Guerre d'Algérie", Éditions Jeanne d'Arc. EJA 2010.
Tome 1 Ceux de Cherchell,   (ISBN 2-911794-83-4).
 Tome 2, Le courage des Morts,  (ISBN 2-911794-84-2).

- Yvick Herniou "L'épopée des chasseurs à pied", Muller Editions, 2011, trois tomes.

- Chef de bataillon Herniou "Ephéméride des chasseurs", Muller Editions, 1993, 585 pages, 197 illustrations, 16,5 x 24,5 cm.